# Anapistula appendix
Anapistula appendix is een spinnensoort uit de familie Symphytognathidae. De soort komt voor in China.